# 2010年の航空
< 2010年
2009年の航空 - 2010年の航空 - 2011年の航空
2010年の航空（にせんじゅうねんのこうくう）とは、2010年（平成22年）に予定される航空関係の出来事をまとめたページである。

## 出来事の一覧

### 1月
- 1月14日
  - （システム障害） 本日より一元化し、新システムが稼働した東京国際空港（羽田空港）（東京都大田区）と成田国際空港（千葉県成田市）の航空管制が障害を起こし、計210便の遅延が発生した。
- 1月19日
  - （経営破綻） 株式会社日本航空（持ち株会社）（東京都品川区）と、傘下の子会社である、株式会社日本航空インターナショナル（運航会社）（東京都品川区）、株式会社ジャルキャピタル（金融・リース業）（東京都品川区）の計3社が東京地方裁判所に会社更生法の適用を申請し、経営破綻した。なお、運航については継続させる。
- 1月31日
  - （事故） 成田国際空港で、ニュージーランド航空（ニュージーランド・オークランド）90便、成田発オークランド行きが離陸滑走中に急停止し、車輪から発煙した。
  - （統合完了） デルタ航空（アメリカ・アトランタ）がノースウエスト航空（アメリカ・ミネソタ州）の統合を完了したと発表。

### 2月
- 2月8日
  - （統合完了） 中国東方航空（中国・上海市）が上海航空（中国・上海市）の統合を完了したと発表。
- 2月9日
  - （航空会社の提携） 日本航空が提携交渉中だったデルタ航空（アメリカ）との交渉の打ち切り、アメリカン航空（アメリカ・フォートワース）との提携強化（ワンワールド残留）を発表した。
- 2月22日
  - （合併合意） ギリシャのオリンピック航空（アテネ）とエーゲ航空（アテネ）が合併する事を合意したと発表。今後、EU欧州委員会の承認を経て誕生する新会社の名称を「オリンピック航空」と予定である。なお、同年10月中には新会社を誕生させる予定である。

### 3月
- 3月11日
  - （開港） 茨城空港（茨城県小美玉市）が開港した。
- 3月26日
  - （拡張） 新千歳空港（北海道千歳市、苫小牧市）の国際線ターミナルが供用開始。
- 3月28日
  - （発着枠拡大） 成田国際空港の発着枠が20万回→22万回に拡大した。
- 3月31日
  - （航空管制） 沖縄県周辺の空域の航空管制（嘉手納ラプコン）がアメリカ空軍から日本国に返還された。

### 4月
- 4月6日
  - （業務改善勧告） 国土交通省（東京都千代田区）がスカイマーク（東京都大田区）に対して、特別安全監査の結果、機体安全検査等に不備が有ったとして、業務改善勧告を提出した。
- 4月8日
  - （拡張） 徳島空港（徳島県板野郡松茂町）の滑走路拡張 （2000m → 2500m）と、新ターミナルビル供用開始。同時に愛称を「徳島阿波おどり空港」に制定した。
- 4月15日 - 21日
  - （大規模欠航） アイスランドのエイヤフィヤットラヨークトル氷河噴火による火山灰の影響により、成田国際空港とヨーロッパの各地を結ぶ便の欠航が7日間にわたって発生した。
- 4月26日
  - （愛称制定） 米子空港（鳥取県境港市、米子市）の愛称を「米子鬼太郎空港」に制定した。

### 5月
- 5月2日
  - （合併発表） アメリカ第3位のユナイテッド航空（シカゴ）と同第4位のコンチネンタル航空（ヒューストン）が合併する事を発表した。今後、アメリカ当局の認可を経て合併させる予定。合併が確定すれば、現在、世界最大のデルタ航空（アメリカ・アトランタ）を抜き世界最大となる。なお、合併は「対等合併」で新しい航空会社は「ユナイテッド航空」と発表。機体については旧コンチネンタル航空のものを引き継ぐ。
- 5月13日
  - （アライアンス加盟） TAM航空（ブラジル・サンパウロ）がスターアライアンスに正式加盟。

### 6月
- 6月10日
  - （アライアンス加盟） ベトナム航空（ベトナム・ハノイ）がスカイチームに正式加盟。
- 6月22日
  - （アライアンスメンバー昇格） スカイチームのアソシエート・メンバー（エア・ヨーロッパ（スペイン・パルマ・デ・マヨルカ）、ケニア航空（ケニア・ナイロビ））の合計2社がフルメンバーに昇格した。
- 6月25日
  - （アライアンス加盟） タロム航空（ルーマニア・ブカレスト）がスカイチームに正式加盟。
- 6月27日
  - （開港） アラブ首長国連邦（UAE）ドバイ首長国2ヶ所目の国際空港となる、ドバイ・ワールド・セントラル国際空港（アール・マクトゥーム国際空港）が開港した（貨物便のみ）（旅客便については2011年3月から就航開始予定）。
- 6月30日
  - （アライアンス加盟） エーゲ航空がスターアライアンスに正式加盟。

### 7月
- 7月1日
  - （合併） 全日本空輸（東京都港区）の子会社のエアーニッポン株式会社（東京都港区）が株式会社ANA&JPエクスプレス（東京都港区）を吸収合併した。
- 7月3日
  - （拡張） インディラ・ガンディー国際空港（インド・ニューデリー）の第3ターミナルビルが供用開始。
- 7月6日
  - （愛称制定） 出雲空港（島根県簸川郡斐川町、現出雲市）の愛称を「出雲縁結び空港」に制定した。
- 7月12日
  - （本社移転発表） 日本航空子会社の株式会社ジェイエア（愛知県西春日井郡豊山町・愛知県営名古屋空港（小牧空港）に隣接）が本社を大阪国際空港（伊丹空港）（兵庫県伊丹市、大阪府豊中市、池田市）に2011年3月を目途に移転する方針を明らかにした。理由は愛知県営名古屋空港（小牧空港）から発着の全9路線が同年3月26日までに順次廃止し、完全撤退する方針の為。

### 8月
- 8月26日
  - （社名変更） 韓国の格安航空会社 韓星航空が「ティーウェイ航空」に会社名を変更した。
- 8月31日
  - （経営再建計画） 1月19日に会社更生法を申請した日本航空グループが東京地方裁判所に更生計画を提出。

### 9月
- 9月9日
  - （新会社設立） 全日本空輸が香港の投資会社「ファーストイースタン」と共同で格安航空会社を設立し2011年度下期に運航を開始すると発表。
- 9月27日
  - （合併発表） アメリカの格安航空会社 サウスウエスト航空（テキサス州ダラス）が競合するエアトラン航空（フロリダ州オーランド）を買収すると発表。今後、司法省や両社株主の承認を経て行われる予定。
- 9月28日
  - （路線廃止） 日本航空が成田-ニューヨーク経由サンパウロ線を廃止。29日のグアルーリョス国際空港発成田国際空港着の最終便をもって32年間の運航に幕を閉じた。
- 9月29日
  - （路線廃止） 日本航空が成田-アムステルダム線、成田-ミラノ線を廃止。
- 9月30日
  - （路線廃止） 日本航空が成田-デンパサール線、成田-ローマ線を廃止。
  - （機材廃止） 日本航空のMD-81型機が本日夜の、三沢飛行場発東京国際空港（羽田空港）行きの便をもって日本の空から引退した。地方空港を中心に25年間に渡って運航してきていた。会社更生法の適用申請後の初めての機材の廃止となった。

### 10月
- 10月1日
  - （路線廃止） 日本航空が成田-ブリスベン線、名古屋（中部）-広州線、名古屋（中部）-バンコク線を廃止。
  - （統合完了） ユナイテッド航空とコンチネンタル航空がそれぞれ統合を完了したと発表。これにより、旅客輸送能力でデルタ航空を追い抜いて、世界最大の航空会社が誕生した。新会社名は、「ユナイテッド・コンチネンタル・ホールディングス」。本社はユナイテッド航空の拠点であるシカゴに置く。CEOは、コンチネンタル航空のCEOが就任した。ただし、運航システムが完全に統合されるまでの間、予約、発券、搭乗手続きなどは個々に行われ、将来的には全ての便を「ユナイテッド航空」便で運航させる予定である。
  - （合併） 全日本空輸の子会社の株式会社エアーニッポンネットワーク（東京都大田区）、エアーネクスト株式会社（福岡県福岡市博多区）、エアーセントラル株式会社（愛知県常滑市）が株式会社エアーニッポンネットワークを存続会社として統合し、「ANAウイングス株式会社」（東京都大田区）を設立。
- 10月5日
  - （合併交渉） カンタス航空（オーストラリア・シドニー）がへき地での鉱山労働者の運搬を専門にする、航空チャーター便運営会社「ネットワーク・エビエーション」（オーストラリア・西オーストラリア州）を買収する方向で交渉を行っている事が分かった。
- 10月21日
  - （ハブ化） 東京国際空港（羽田空港） D滑走路・新国際線旅客ターミナルビル供用開始。
- 10月25日
  - （オープンスカイ協定締結） 本日、日本とアメリカとの間で、航空自由化（オープンスカイ）協定を正式に締結した。首都圏の東京国際空港（羽田空港）・成田国際空港を含む完全な自由化協定は、日本にとっては第1号となる。これに伴い、これまでは日米両政府間で決められていた、2ヶ国間の航空路線、便数、運航会社などを、空港の発着枠に制約がない限り、航空会社が自由に決められるようになった。
- 10月26日 - 
  - （大規模欠航） インドネシア・ジャワ島中部のムラピ山噴火による火山灰の影響により、ジャカルタとの国際定期便を日本航空インターナショナル、キャセイパシフィック航空、シンガポール航空、マレーシア航空、エミレーツ航空、ルフトハンザドイツ航空など16社が11月6日から相次いで欠航。又、ムラピ山から約30km離れた、ジョグジャカルタのアジスチプト国際空港が11月5日から閉鎖されている。
- 10月30日
  - （路線廃止） JALカーゴのラストフライトが本日、成田国際空港から、世界各地に運航された。なお、貨物については今後、旅客便の貨物室を利用する形で事業を存続するが、保有する9機は売却やリース解除を進める。
- 10月31日
  - （ダイヤ変更） 本日から冬季ダイヤに変更。
  - （国際線再就航） 東京国際空港（羽田空港）で国際線が本日より順次就航開始。なお、東京国際空港（羽田空港）の国際線の運航は、32年ぶりとなる。
  - （運休） ウラジオストク航空が新潟-ウラジオストク線、新潟-ハバロフスク線を運休。
  - （アライアンス脱退） 上海航空がスターアライアンスを脱退。

### 11月
- 11月3日
  - （アライアンス加盟） 中国南方航空カーゴ（中国・広州市）が、スカイチーム・カーゴに正式加盟。
- 11月8日
  - （国際線進出発表） スカイマークが、本日2014年度を目処に国際線に進出する事を計画していると発表。就航都市は未定としているが、日本とアジアなどを結ぶ数路線を検討していると見られる。又それに伴い、エアバス社（フランス・トゥールーズ）の最新鋭超大型旅客機 A380型機 6機を購入（うち、2機が機材を他に変更出来るオプション付きの契約）する事で、基本合意したと発表。又、日本の航空会社では、A380の導入を表明したのは初めてとなる。又、6機の購入契約を2011年春頃に締結する予定である。なお、同社によると、2014年度に2機、2015年度に2機を国際線用機材として導入する計画。
- 11月15日
  - （アライアンス加盟） S7航空（ロシア・モスクワ）が、ワンワールドに正式加盟。
  - （アライアンス加盟） S7航空子会社のグローバス航空（ロシア・モスクワ）が、ワンワールドに正式加盟。

### 12月
- 12月1日
  - （合併） 株式会社日本航空の子会社の株式会社日本航空インターナショナル（運航会社）が親会社の株式会社日本航空（持株会社）、株式会社ジャルキャピタル（金融・リース会社）、株式会社ジャルウェイズ（運航会社）（東京都品川区）、株式会社ジャルリーブル（経理会社）（東京都品川区）を吸収合併。
- 12月22日
  - （合併） コンチネンタル航空（アメリカ・ヒューストン）が、子会社のコンチネンタル・ミクロネシア（グアム）を吸収合併。